# Feron Hunt
Feron Hunt (New Orleans, Luisiana; 5 de julio de 1999) es un jugador de baloncesto estadounidense que pertenece a la plantilla de los Cleveland Charge de la G League. Con 2,03 metros de estatura, juega en la posición de alero.

## Trayectoria deportiva

### Instituto
Hunt se trasladó desde New Orleans a Texas en su segundo año de instituto. Jugó al baloncesto en el instituto de DeSoto High School en DeSoto (Texas), promediado 11,2 puntos y 7.1 rebotes por partido en su año sénior.
Hunt probó con los Frogs de la Universidad Cristiana de Texas durante un mes. Pero luego se comprometió con la Universidad Metodista del Sur, por delante de otras opciones como Arkansas o Texas A&M.

### Universidad
Disputó 3 temporadas con los Mustangs. La primera de ellas promedió 7,6 puntos y 6,4 rebotes por partido.
El 12 de febrero de 2020, alcanzó su récord de puntuación universitario con 23 puntos ante los Huskies. Promediando en su segundo año, 11 puntos y 6,7 rebotes por partido. Se declaró elegible para el Draft de la NBA 2020, pero finalmente regresó por una temporada más.
Consideró la posibilidad de no participar en su temporada júnior para centrarse en cuestiones de justicia social. Su última temporada la finalizó con 11,1 puntos y 7,9 rebotes por partido, siendo incluido en el tercer mejor quinteto de la All-American Athletic Conference. Esta vez si se declaró elegible para el Draft de la NBA de 2021, renunciando a su año restante.

#### Estadísticas
| Año     | Equipo | PJ | PT | MPP  | %TC  | %3P  | %TL  | RPP | APP | ROB | TPP | PPP  |
| ------- | ------ | -- | -- | ---- | ---- | ---- | ---- | --- | --- | --- | --- | ---- |
| 2018–19 | SMU    | 32 | 8  | 23.5 | .554 | .250 | .691 | 6.4 | .7  | .8  | .9  | 7.6  |
| 2019–20 | SMU    | 30 | 17 | 28.2 | .557 | .275 | .743 | 6.7 | 1.0 | .7  | .8  | 11.0 |
| 2020–21 | SMU    | 16 | 16 | 28.2 | .560 | .200 | .733 | 7.9 | .6  | 1.1 | .9  | 11.1 |
| Total   | Total  | 78 | 41 | 26.3 | .557 | .250 | .724 | 6.8 | .8  | .8  | .9  | 9.6  |

### Profesional
Tras no se seleccionado en el draft de 2021, Hunt se unió a los Dallas Mavericks para disputar la NBA Summer League. El 21 de agosto firma con los Mavericks, pero esl cortado el 15 de octubre antes de llegar a debutar. Dos días después, el 23 de octubre, firma con los Texas Legends como jugador afiliado. Llegando a promediar 15,9 puntos, el 28 de diciembre firma un contrato de 10 días con New Orleans Pelicans, pero no llega a debutar y el 7 de enero de 2022 regresa a los Texas Legends. El 17 de marzo firma con New York Knicks un contrato dual hasta final de temporada. Debutó en la NBA el 8 de abril ante los Washington Wizards.
El 29 de noviembre de 2022, es cortado por los Knicks. Pero al día siguiente es readquirido por los Westchester Knicks. El 5 de diciembre es traspasado a los Birmingham Squadron a cambio de Justin Wright-Foreman.
El 1 de septiembre de 2023 firma por los Meralco Bolts de la Philippine Basketball Association (PBA), para disputar la PBA Commissioner's Cup, pwero fue despedido antes del comienzo de la competición.
El 18 de marzo de 2024 se unió a los Cleveland Charge de la G League.

## Estadísticas de su carrera en la NBA

### Temporada regular
| Año     | Equipo   | PJ | PT | MPP | %TC  | %3P | %TL | RPP | APP | ROB | TPP | PPP |
| ------- | -------- | -- | -- | --- | ---- | --- | --- | --- | --- | --- | --- | --- |
| 2021-22 | New York | 2  | 0  | 4.0 | .000 | -   | -   | .5  | .5  | .5  | .0  | .0  |
| Total   | Total    | 2  | 0  | 4.0 | .000 | -   | -   | .5  | .5  | .5  | .0  | .0  |